# Prószków
Prószków (dodatkowa nazwa w niem.  Proskau) – miasto w województwie opolskim, w powiecie opolskim, siedziba gminy, położone 8 km na południe od Opola, leżące na Górnym Śląsku. Prawa miejskie Prószków uzyskał w 1560, utracił je w 1915 i ponownie odzyskał w 2004.
Przez miasto przebiega droga wojewódzka nr 414: Prudnik-Opole, a obok Prószkowa przebiega autostrada A4 (jednak bez możliwości zjazdu; znajduje się tam tylko MOP kat. I, od 2006 roku).
Według danych GUS z 1 stycznia 2024 r. miasto liczyło 2552 mieszkańców.

## Nazwa
W roku 1613 śląski regionalista i historyk Mikołaj Henel z Prudnika wymienił miejscowość w swoim dziele o geografii Śląska pt. Silesiographia podając jej łacińską nazwę: Pruscavia. Polską nazwę miejscowości w formie Prusków oraz niemiecką Proskau w książce „Krótki rys jeografii Szląska dla nauki początkowej” wydanej w Głogówku w 1847 wymienił górnośląski ksiądz i pisarz, Józef Lompa. Nazwy Prusków i Proskau oraz Pruszków podaje także Słownik geograficzny Królestwa Polskiego.

## Historia

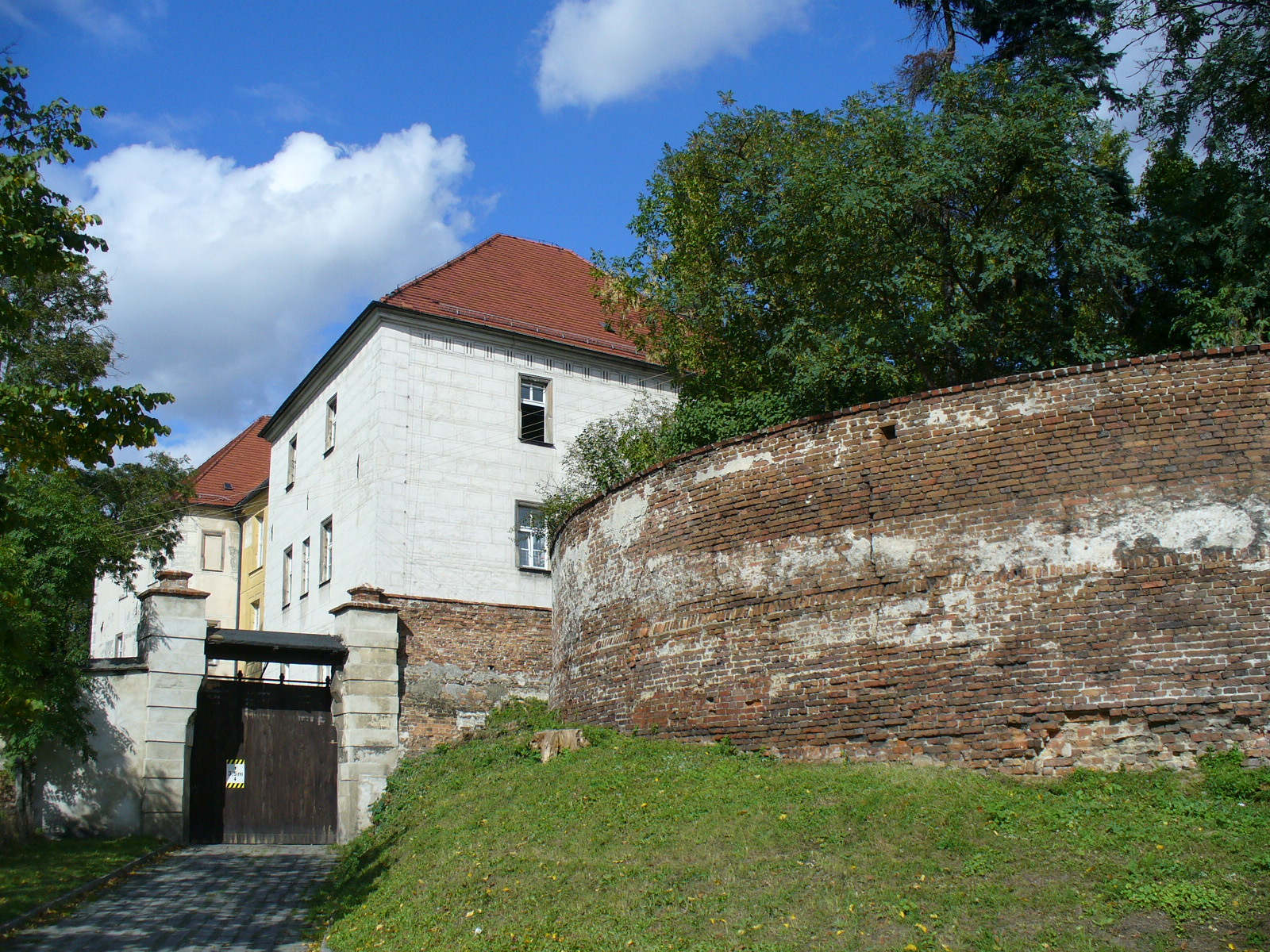
Pd-zach. skrzydło zamku i basteja od strony ul. Młyńskiej

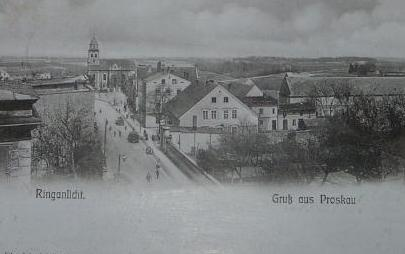
Prószków, 1903 r.

Najstarsze wzmianki o miejscowości pochodzą z 1250 r. Od XIV wieku była ona własnością rodziny Prószkowskich. W 1563 r. wybudowali oni zamek w stylu odrodzenia, zburzony następnie przez Szwedów w 1644 r., a odbudowany w 1677 roku. Do zamku należała fabryka fajansów, która przetrwała do 1850 r. Od XVIII do początku XX wieku w Prószkowie produkowano też piwo.
Gdy ostatni męski potomek rodu, hrabia Leopold Prószkowski, zginął w pojedynku w roku 1769, dobra prószkowskie wraz z zamkiem przeszły na własność hrabiego von Dietrichstein, męża Karoliny Maksymiliany, córki Jana Krzysztofa Prószkowskiego. Dietrichsteinowie sprzedali prószkowski zamek w roku 1783 królowi pruskiemu Fryderykowi II Hohenzollernowi. 
Od 26 października do 5 listopada 1831 w Prószkowie panowała epidemia cholery. W roku 1847 powstała tu Królewska Akademia Rolnicza, a w roku 1868 swoją działalność rozpoczął Królewski Instytut Pomologiczny, którego inicjator – Gustaw Stoll, jako pierwszy dyrektor uczelni, przyczynił się do rozbudowy obiektów dydaktycznych oraz powiększenia powierzchni gospodarstwa, gdzie pojawiły się szkółki i pola uprawne. Od 1871 roku powstawały kolejno: internat, mieszkania dla pracowników, przetwórnia owoców, system wodociągów nawadniających sad, cieplarnie oraz chłodnie. Następnie w 1878 założono park w celach dydaktycznych i ochronnych dla słabo odpornych odmian drzew owocowych. W 1915 roku nazwę instytutu zmieniono na „Królewska Szkoła Sadowniczo-Ogrodowa”. W roku 1924 uczelnię przekształcono na Niższą Roczną Szkołę Ogrodniczą, która działała do roku 1944. Do absolwentów tej uczelni należał Zygmunt Rościszewski, polski przyrodnik, profesor na Uniwersytecie w Dorpacie
Podczas plebiscytu w 1921 roku 1587 osób głosowało za Niemcami, a 151 za Polską.
Po przyłączeniu do Polski w roku 1945, w 1947 powstało Państwowe Koedukacyjne Liceum Ogrodnicze, a jego następcą było Państwowe Technikum Ogrodnicze. W roku 1969 wybudowano nowy budynek główny oraz internat i tak rozpoczął działalność Zespół Szkół Ogrodniczych im. Józefa Warszewicza. Były PGR, który znajdował się w bezpośrednim sąsiedztwie przyłączono do szkoły i powstało Gospodarstwo Pomocnicze przy Zespole Szkół Ogrodniczych im. J. Warszewicza w Prószkowie, które funkcjonowało do lat dziewięćdziesiątych ubiegłego stulecia. Obecnie szkoła nosi nazwę Zespołu Szkół im. J. Warszewicza. Budynek szkoły oraz przyległy teren, w tym boiska sportowe, zostały wyremontowane i zmodernizowane. Przy Zespole Szkół działa Wojewódzki Ośrodek Szkolenia Młodzieży w Piłce Nożnej. Szkoła stanowi jeden z elementów zasobów kulturowych o dużym znaczeniu dla miejscowości oraz dla regionu. Po okresie świetności Państwowego Technikum Ogrodniczego, które było kontynuacją działalności tego ośrodka ogrodnictwa, do dziś pozostały szklarnie i część budynków gospodarczych. Jeszcze w latach osiemdziesiątych uprawiano tutaj na szeroką skalę sady owocowe i szkółkarstwo. Funkcjonowała przetwórnia warzyw i owoców oraz chlewnia. Całość zabudowań związanych z dawnymi i istniejącymi szkołami i gospodarstwami nazywana jest Pomologią.
W latach 1954-1972 wieś była siedzibą gromady Prószków.

## Prószkowska manufaktura fajansu
W 1764 r. hrabia Leopold Prószkowski (1725-1769) założył w Prószkowie manufakturę fajansu i uruchomił ją z pomocą pracowników manufaktury naczyń majolikowych w Holíču. W 1769 r. załoga liczyła 49 osób. Po bezpotomnej śmierci Leopolda nad manufakturą zawisła groźba całkowitego wstrzymania produkcji. Sytuacja została zażegnana uregulowaniem spraw spadkowych w styczniu 1770 r., gdy dobra prószkowskie przypadły księciu Karlowi Maximilianowi von Dietrichstein, panu na Mikulovie, który dwa miesiące później scedował je na swojego syna hrabiego Johanna Karla von Dietrichstein. W roku 1783 hrabia Johann Karl przeniósł część produkcji do swoich czeskich dóbr tj. do Hranic na Morawach, a następnie w tym samym roku sprzedał dobra prószkowskie wraz z manufakturą fajansu królowi Prus Fryderykowi Wielkiemu. Administratorem nowego nabytku królewskiego został radca Johann Gottlieb Leopold (1738-1816), który w roku 1788 wziął w dzierżawę na własny rachunek domenę prószkowską wraz z manufakturą. W roku 1796 obok produkcji fajansów zwykłych rozpoczęto w Prószkowie wytwarzanie wyrobów z fajansu delikatnego na wzór angielski. Wraz z początkiem XIX w. produkcja fajansu zwykłego w Prószkowie schodzi na dalszy plan, by ostatecznie całkowicie oddać pole fajansowi delikatnemu. Do produkcji w Prószkowie wkroczył styl empire, produkowano przedmioty ozdobne i użytkowe z czerwonej i czarnej glinki z wizerunkami czarnych i czerwonych postaci w stylu antycznego malarstwa wazowego, a także wazy w „stylu etruskim”. Jako dekorację jasnych naczyń z fajansu delikatnego wprowadzono w 1796 r. tak zwaną litogeognozję, czyli technikę zdobienia fajansu delikatnego drukiem przenoszonym na glinkę z płyt miedzianych. W roku 1812 zakończyła się umowa dzierżawy manufaktury z radcą Leopoldem, a w jego miejsce dzierżawę objął kasjer  fabryczny Johann Friedrich Dickhut (1762-1823). W roku 1821 manufaktura w Prószkowie w wyniku kupna przeszła na własność rodziny Dickhut, która kontynuowała produkcję do 1850 r. a być może nawet do 1853 r.

## Ludność

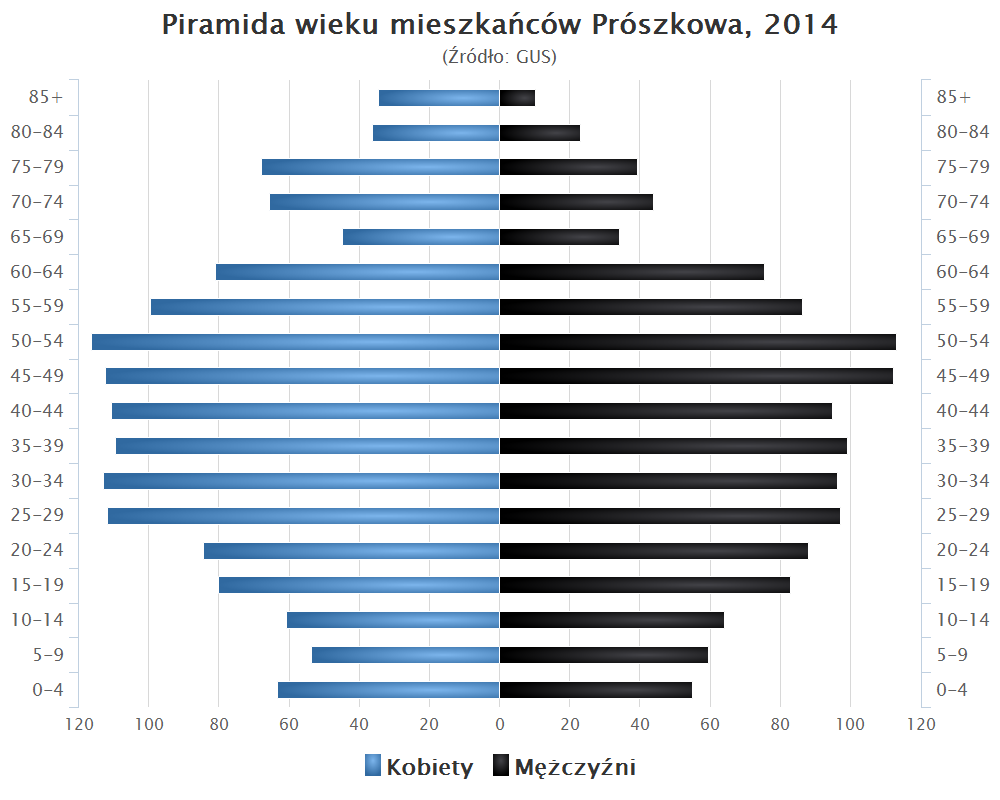
Piramida wieku mieszkańców Prószkowa w 2014 roku

## Zabytki

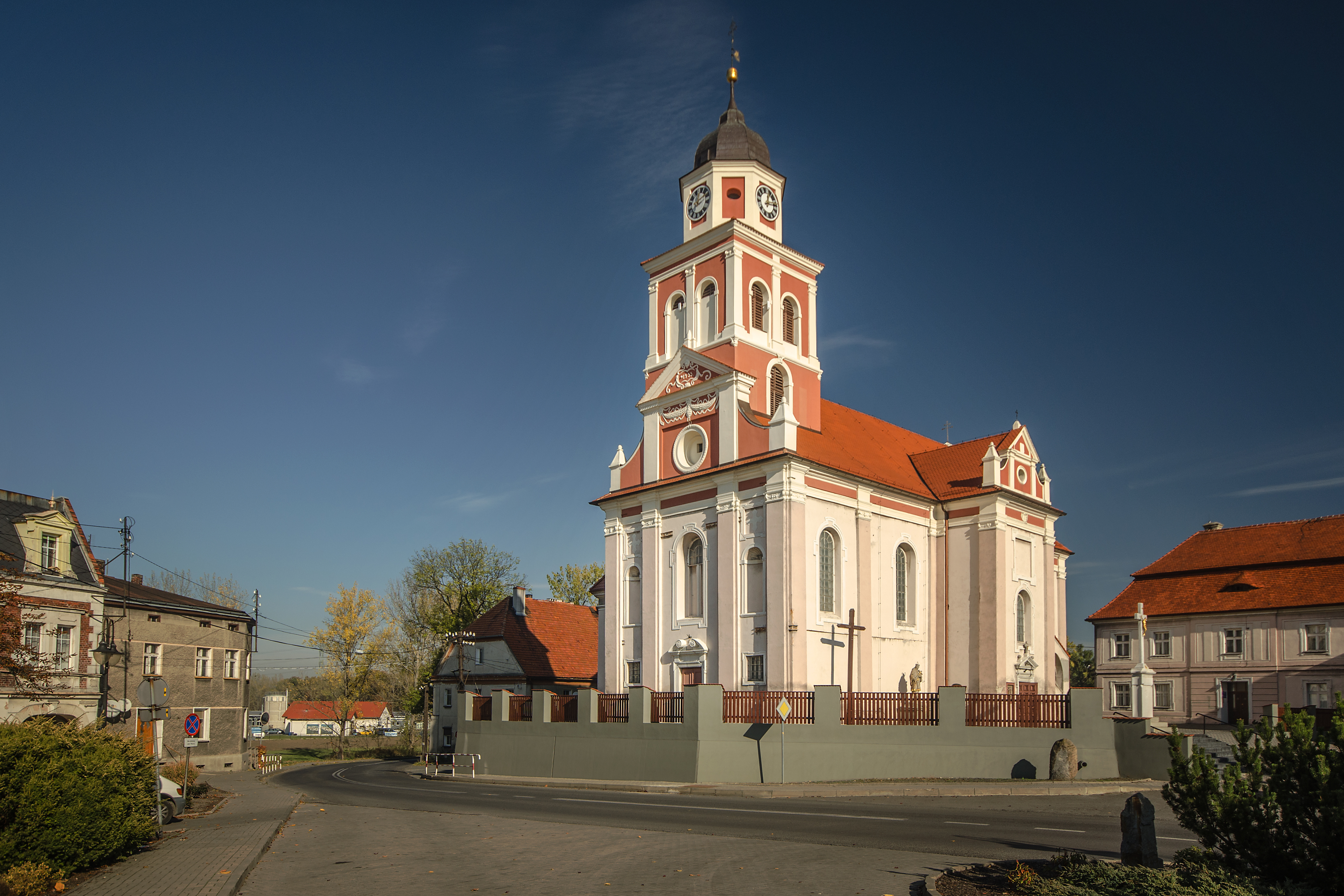
Kościół św. Jerzego

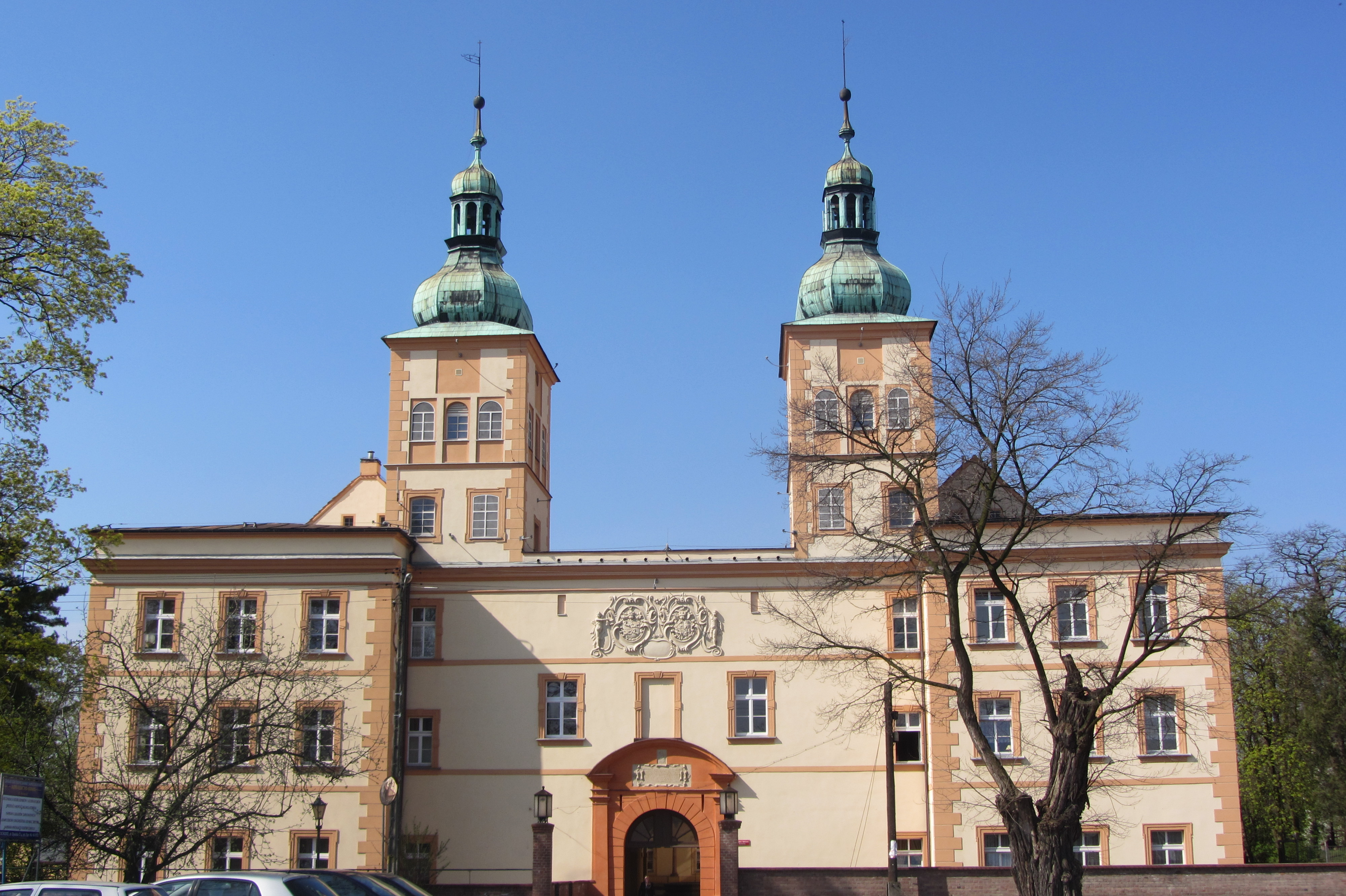
Prószkowski zamek - pałac

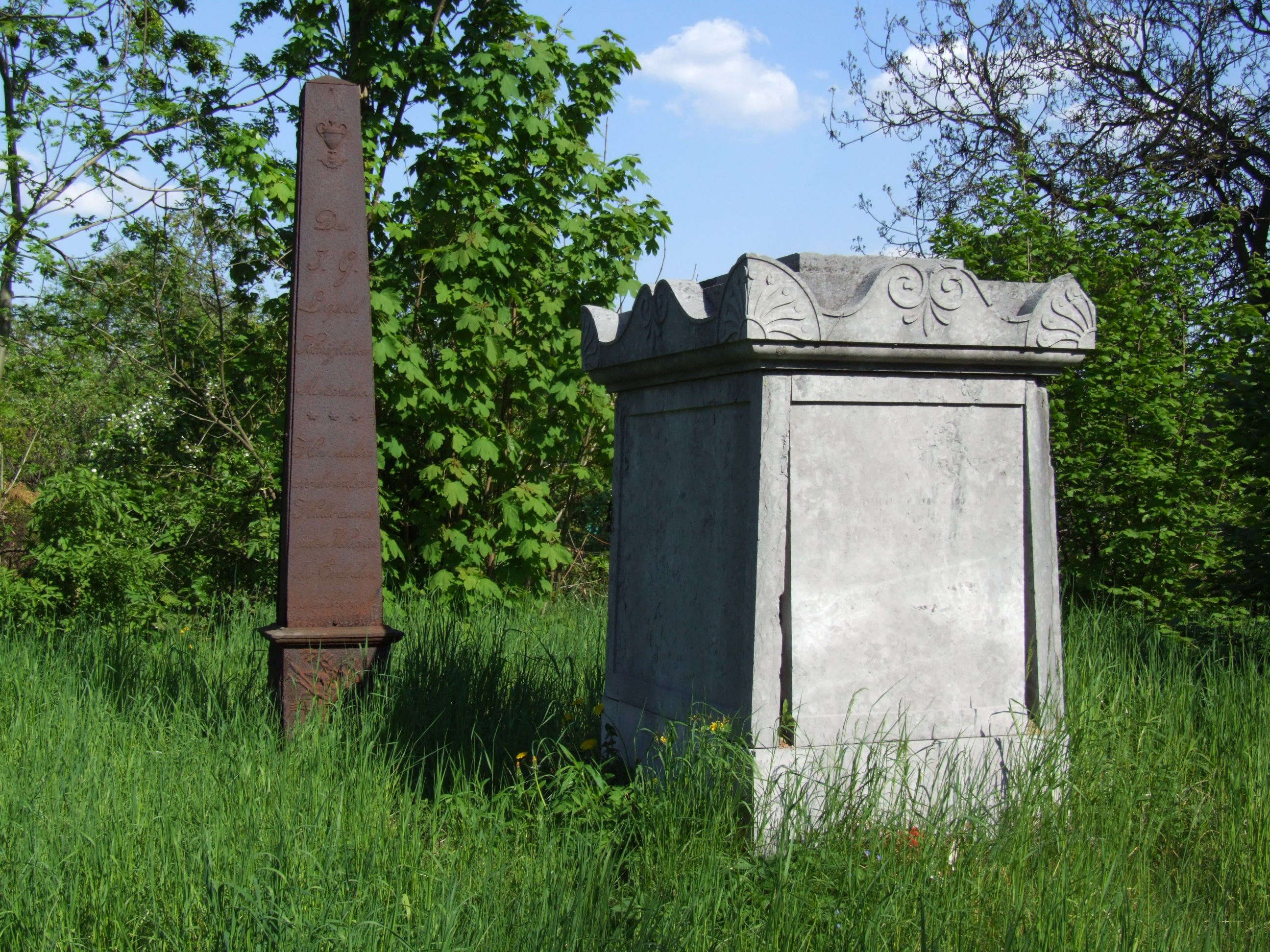
Stary cmentarz niemiecki

Do wojewódzkiego rejestru zabytków wpisane są:
- kościół par. pw. św. Jerzego, barokowy z 1687 – XVII wieku, XIX w.
- plebania, z XVII w., z połowy XVIII w.
- zespół zamkowy, z XVI/XVII w., XVIII/XIX w.:
  - zamek, dawniej w rękach rodu Prószkowskich (Proskowski). Wybudowany w XVI wieku w stylu renesansowym, po zniszczeniach w XVIII wieku przebudowany w stylu barokowym
  - park
- dom, ul. Korfantego 1, z końca XVIII w.
- dom, ul. Zawadzkiego 36, z XVIII w., XX w.

W Prószków - Pomologii
- zajazd, ul. Opolska 9, z początku XX w.
- park – arboretum.

inne zabytki:
- budynek dawnego browaru z 1870 r., przy ulicy Zamkowej
- dawny kościół ewangelicki z 1866 r.
- kapliczka św. Nepomucena z 1877 r.
- stary cmentarz niemiecki z nagrobkami z XVIII–XX wieku.

## Religia
- Parafia św. Jerzego w Prószkowie
- Świadkowie Jehowy: zbór[14]

## Klimat
29 lipca 1921 roku w Prószkowie zanotowano najwyższą temperaturę na terenie dzisiejszych ziem polskich. Termometr na wówczas niemieckiej stacji meteorologicznej pokazał plus 40,2 stopnia.

## Współpraca międzynarodowa
Miasta i gminy partnerskie:
- Pruszków
- Hünfeld
- Ternberg